# Luna–13
A Luna–13 szovjet második generációs E–6M típusú űrszonda, melyet a Luna-program keretében indítottak. Az űrszonda feladata a Holdra történő sima leszállás volt.

## Küldetés
Tervezett feladat a Hold megközelítése – sima leszállás, felületének fényképezése, repülés közben a kozmikus sugárzás, a napszél, a mikrometeoritok, az interplanetáris anyag és a Hold mágneses terének vizsgálata.

## Jellemzői
E–6M típusú űrszonda, melyet a Lavocskin vállalat fejlesztett ki és épített.
1966. december 21-én a bajkonuri indítóbázisról egy háromlépcsős, párhuzamos elrendezésű Molnyija hordozórakétával (8K78) állították Föld körüli parkolópályára. Az orbitális egység pályája 88,4 perces, 51,8 fokos hajlásszögű, az elliptikus pálya adatai: perigeuma 171 kilométer, apogeuma 223 kilométer. Az utolsó fokozat hajtóművének újraindításával elérte a szökési sebességet. Három ponton stabilizált (Föld, Hold és Nap központú) űreszköz. Hasznos tömege 1700 kilogramm. December 22-én pályakorrekciót hajtottak végre a hideggáz-fúvókák segítségével. Teljesen megegyezett a szintén E–6M típusú Luna–9 űrszondával.
Felépítése: szállítóegység, vezérlőegység, csillagérzékelő tájolás, orientációs gáztartály és hideggáz-fúvókák, kormányhajtóművek; fékezőegység, üzemanyagtartályok és a fékező hajtómű; leszállóegység (felszíni szonda), magasságmérő radar, az asztroorientációs rendszer elektronikája, valamint az optikai-mechanika, rádiórendszer, antennák, valamint egy sugárdetektor.
December 24-én 79,7 órás repülés után a Viharok Óceánja medencében, egy névtelen kráterben 400 kilométerre a Luna–9 leszállási helyétől landolt, az Oceanus Procellarum medence belsejében. Az energiaellátást vegyi akkumulátorok biztosították.
Kutatási feladata: adatgyűjtésével elősegíteni a Holdra történő sima leszállás további megvalósítását. Az alapműszereken kívül 3 darab akcelerométerből álló dinamográffal, 2 darab panoráma-felvevőkamerával is ellátták. Látóterébe 1,5 méteres kihajtható tartósínen céziumizotópos gamma-sugaras sűrűségmérőt és talaj-szilárdságmérő penetrométert helyeztek el. Az első helyszíni talajvizsgálatokat (szilárdság, sűrűség) hajtotta végre.
A felszíni szondával egy héten át 9 alkalommal létesítettek összeköttetést. A felvevő kamerák közül csak az egyik üzemelt, 5 panorámaképet készített. Az utolsó kapcsolat a szondával december 30-án volt.

## Leszállóegység
- fékező rakétarész a szükséges üzemanyaggal
- légzsák-rendszer, biztosította a – hordozóegységből – ledobott műszeres egység épségét
- a leszállóegységből négy szárny nyílott ki, biztosítva a stabil helyzetet, egyben antennaként szolgálva
- a légmentesen lezárt, 112 kilogramm tömegű, 60 centiméteres gömbtartály tartalmazta: az akkumulátoros erőforrást, a hőellenőrzőt, a  televíziós egységet és a forgó tükörmechanikát, az optikai ablakot, sugárzásdetektort, rádió adó-vevő berendezést, vezérmű-egységet, külső felületén a 4 darab rúdantennát
- stabilizált állapotban a televíziós kamerák tükörrendszer segítségével fényképezték környezetét, elektronikus feldolgozás után antennájával sugározta vevőállomásaira a képeket

## Külső hivatkozások
- Luna–13. zarya.info. [2022. július 1-i dátummal az eredetiből archiválva]. (Hozzáférés: 2013. január 18.)
- Luna–13. astronautix.com. (Hozzáférés: 2013. január 18.)
- Luna-13. skyrocket.de. (Hozzáférés: 2013. január 18.)
- Luna-13. ib.cas.cz. [2013. október 13-i dátummal az eredetiből archiválva]. (Hozzáférés: 2013. január 18.)

| Elődje: Koszmosz–12 | Luna-program 1963–1968 | Utódja: Koszmosz–159 |